# جوني واتسون
جوني واتسون (بالإسبانية: Johnny Watson)‏ (1 يناير 1963 بليما في بيرو - 8 ديسمبر 1987 في بيرو) هو مدرب كرة قدم ولاعب كرة قدم بيروفي في مركز الهجوم. لعب مع أليانزا ليما وسبورت بويز.